# Арбузово (посёлок, Тверская область)
Арбузово — поселок в Нелидовском городском округе Тверской области.

## География
Находится в юго-западной части Тверской области на расстоянии приблизительно 21 км по прямой на северо-запад от города Нелидово у Торопецкого тракта.

## История
Если на карте 1941 года еще не был отмечен, то на карте 1980 года уже есть. До 2018 года входил в состав ныне упразднённого Нелидовского сельского поселения.

## Население
Численность населения: 102 человека (русские 99 %) в 2002 году, 64 в 2010.